# Estat de Nasarawa
L'Estat de Nasawara és un dels trenta-sis estats que formen la República Federal de Nigèria. La capital és Lafia.
Va ser creat el 1996, durant la dictadura militar de Sani Abacha, mitjançant segregació de l'estat de Plateau.

## Superfície i límits
L'estat posseeix una extensió de 27 717 quilòmetres quadrats i limita al nord amb els estats de Plateau i Kaduna, a l'est amb l'estat de Taraba i el de Plateau, al sud amb els estats de Benue i Kogi i a l'oest amb el districte federal d'Abuja.

## Administració
Aquest estat se subdivideix internament en un total de tretze Àrees de Govern Local:
| - Akwanga - Awe - Domatge - Karu - Keana - Keffi - Kokona | - Lafia - Nasarawa - Nasarawa-Egon - Obi - Toto - Wamba |

## Població
La població s'eleva a la xifra d'1.869.377 habitants (cens del 2006) amb una previsió per al 2011 de 2.171.900 habitants. La densitat poblacional és de 77,9 habitants per quilòmetre quadrat.
Les principals ciutat són Lafia (la capital), Akwanga, Doma, Karu, Keffi, Nasarawa, Nasarawa-Egon i Wamba
Els principals grups ètnics de l'estat són: Aguta, Alago, Basa, Ebira, Eggon, Gbagyi, Gwandara, Kanuri i Tivs.
A l'estat es parlen 29 llengües, incloent algunes minoritàries.
Les llengues principals són: Agatu, Basa, Eggon, Gbagyi, Gade, Goemai, Gwandara, Ham, Kofyar i Lijili. La llengua Basa-Gumna es va extingir.